# العلاقات الأفغانية الكونغوية
العلاقات الأفغانية الكونغولية هي العلاقات الثنائية التي تجمع بين أفغانستان وجمهورية الكونغو.

## مقارنة بين البلدين
هذه مقارنة عامة ومرجعية للدولتين:
| وجه المقارنة                                              | أفغانستان                    | [[تصنيف:صفحات تستخدم رمز علم غير موجود\|]] جمهورية الكونغو |
| --------------------------------------------------------- | ---------------------------- | ---------------------------------------------------------- |
| المساحة (كم2)                                             | 652.23 ألف                   | 342.00 ألف                                                 |
| عدد السكان (نسمة)                                         | 34.94 مليون                  | 5.26 مليون                                                 |
| الكثافة السكانية (ن./كم²)                                 | 53.57                        | 15.38                                                      |
| العاصمة                                                   | كابل                         | برازافيل                                                   |
| اللغة الرسمية                                             | اللغة البشتوية، اللغة الدرية | لغة فرنسية                                                 |
| العملة                                                    | أفغاني                       | فرنك وسط أفريقي                                            |
| الناتج المحلي الإجمالي (بليون دولار)                      | 20.82 مليار                  | 8.72 مليار                                                 |
| الناتج المحلي الإجمالي (تعادل القوة الشرائية) بليون دولار | 62.62 مليار                  | 29.48 مليار                                                |
| الناتج المحلي الإجمالي الاسمي للفرد دولار أمريكي          | 594                          | 1.85 ألف                                                   |
| الناتج المحلي الإجمالي للفرد دولار أمريكي                 | 1.93 ألف                     |                                                            |
| مؤشر التنمية البشرية                                      | 0.479                        | 0.591                                                      |
| رمز المكالمات الدولي                                      | +93                          | +242                                                       |
| رمز الإنترنت                                              | .af                          | .cg                                                        |
| المنطقة الزمنية                                           | ت ع م+04:30                  | ت ع م+01:00                                                |

## منظمات دولية مشتركة
يشترك البلدان في عضوية مجموعة من المنظمات الدولية، منها:
| علم المنظمة | اسم المنظمة                               | تاريخ انضمام أفغانستان | تاريخ انضمام جمهورية الكونغو |
| ----------- | ----------------------------------------- | ---------------------- | ---------------------------- |
|             | البنك الدولي للإنشاء والتعمير             | 14 يوليو 1995          | 10 يوليو 1963                |
|             | يونسكو                                    | 4 مايو 1948            | 24 أكتوبر 1960               |
|             | وكالة ضمان الاستثمار متعدد الأطراف        | 16 يونيو 2003          | 16 أكتوبر 1991               |
|             | مؤسسة التمويل الدولية                     | 23 سبتمبر 1957         | 1 أكتوبر 1980                |
|             | منظمة الشرطة الجنائية الدولية             | ?                      | ?                            |
|             | الأمم المتحدة                             | 19 نوفمبر 1946         | 20 سبتمبر 1960               |
|             | مؤسسة التنمية الدولية                     | 2 فبراير 1961          | 8 نوفمبر 1963                |
|             | منظمة حظر الأسلحة الكيميائية              | ?                      | ?                            |
|             | المركز الدولي لتسوية المنازعات الاستشارية | 25 يوليو 1968          | 14 أكتوبر 1966               |

## وصلات خارجية
- موقع وزارة الخارجية الأفغانية